# Соколовка (Днепропетровская область)
Соколовка (укр. Соколівка) — посёлок в Днепропетровской области, Каменский район, входящий в Верховцевскую территориальную общину.
Код КОАТУУ — 1221010301. Население по переписи 2001 года составляло 943 человека.

## Географическое положение
Посёлок Соколовка находится на расстоянии в 11 км от города Верховцево.
По посёлку протекает пересыхающий ручей с запрудой — исток реки Мокрая Сура.
Рядом проходят автомобильная дорога Т-0429 и
железная дорога, разъезд Полевской в 3-м км.

## Экономика
- «Любомировка», племенной завод, ОАО.

## Объекты социальной сферы
- Школа.
- Детский сад.